# Cushmanidea
Cushmanidea is een geslacht van kreeftachtigen uit de klasse van de Ostracoda (mosselkreeftjes).

## Soorten
- Cushmanidea acuticaudata Gou in Gou, Zheng & Huang, 1983 †
- Cushmanidea barbarica Nikolaeva, 1981 †
- Cushmanidea bemelenensis (Veen, 1936k) Howe & Laurencich, 1958 †
- Cushmanidea bisulcata Poag, 1972 †
- Cushmanidea bosqueti (Veen, 1936) Howe & Laurencich, 1958 †
- Cushmanidea bradiana (Lienenklaus, 1894) Faupel, 1975 †
- Cushmanidea brandhorsti Hartmann, 1965
- Cushmanidea brevicula Ruan in Ruan & Hao (Yi-Chun), 1988
- Cushmanidea brevis (Lienenklaus, 1894) Faupel, 1975 †
- Cushmanidea byramensis (Howe in Howe & Law, 1936) Puri, 1958 †
- Cushmanidea caledoniensis (Munsey, 1953) Puri, 1958 †
- Cushmanidea coartalis Poag, 1972 †
- Cushmanidea cribrosa (Egger, 1858) Kollmann, 1963 †
- Cushmanidea cristifera Teeter, 1975
- Cushmanidea curvata (Bosquet, 1852) Moyes, 1965 †
- Cushmanidea distincta Neale & Singh, 1985 †
- Cushmanidea elongata (Brady, 1868) Puri, 1958
- Cushmanidea fabula (Howe & Dohm in Howe, Hadley et al., 1935) Puri, 1958 †
- Cushmanidea falcata (Reuss, 1850) Faupel, 1975 †
- Cushmanidea gosportensis (Blake, 1950) Puri, 1958
- Cushmanidea grosjeani (Keij, 1957) Apostolescu, 1964 †
- Cushmanidea grosjeani (Keij, 1957) Ducasse & Vigneaux, 1961 †
- Cushmanidea guardensis Swain, 1967
- Cushmanidea guhai Jain, 1978
- Cushmanidea gunteri Puri, 1957 †
- Cushmanidea haskinsi Keen, 1977 †
- Cushmanidea howei (Bold, 1946) Puri, 1958 †
- Cushmanidea keyserensis Krutak, 1961 †
- Cushmanidea laevigata Puri, 1957 †
- Cushmanidea lenis Guan, 1978 †
- Cushmanidea limburgensis (Veen, 1936) Howe & Laurencich, 1958 †
- Cushmanidea lithodomoides (Bosquet, 1852) Kollmann, 1963 †
- Cushmanidea lithodomoides (Terquem, 1878) Wouters, 1974
- Cushmanidea longa (Reuss, 1850) Brestenska & Jiricek, 1978 †
- Cushmanidea magniporosa Hall, 1965 †
- Cushmanidea marchilensis Hartmann, 1965
- Cushmanidea mcguirti (Howe & Garrett, 1934) Puri, 1958 †
- Cushmanidea mera Guan, 1978 †
- Cushmanidea oblongata Butler, 1963 †
- Cushmanidea pandei Jain, 1975 †
- Cushmanidea papula Krutak, 1961 †
- Cushmanidea pauciradialis Swain, 1967
- Cushmanidea perforata (Blake, 1950) Puri, 1958 †
- Cushmanidea phalangoides Poag, 1972 †
- Cushmanidea rosenkrantzi Szczechura, 1971 †
- Cushmanidea sagena Benson & Kaesler, 1963
- Cushmanidea sandersi (Puri, 1958) Krutak, 1982
- Cushmanidea scintullata (Brady, 1880)
- Cushmanidea scrobiculata (Lienenklaus, 1894) Soenmez-Goekcen, 1973 †
- Cushmanidea seminuda (Cushman, 1906) Blake, 1933 †
- Cushmanidea serangodes Krutak, 1961 †
- Cushmanidea seuroelensis (Kingma, 1948) Zhao (Yi-Chun) & Whatley, 1989 †
- Cushmanidea stintoni Keen, 1977 †
- Cushmanidea subjaponica Hanai, 1959
- Cushmanidea tewarii Khosla, 1973 †
- Cushmanidea triangulata Hou in Hou et al., 1982
- Cushmanidea turbida (Mueller, 1894) Puri, Bonaduce & Malloy, 1965
- Cushmanidea variopunctata Whatley, Moguilevsky, Chadwick, Toy & Ramos, 1998
- Cushmanidea viescana (Stephenson, 1946) Puri, 1958 †
- Cushmanidea wightensis Keen, 1977 †